# Кирпичный Завод (Ленинградская область)
Кирпи́чный Заво́д — посёлок при одноимённой станции в Щегловском сельском поселении Всеволожского района Ленинградской области.

## История
КИРПИЧНЫЙ ЗАВОД — при станции с тем же названием Шлиссельбургской жел. дороги 1 двор, 21 м. п., 5 ж. п., всего 26 чел., завод кирпичный. (1896 год)

В конце XIX — начале XX века административно относился к Рябовской волости 2-го стана Шлиссельбургского уезда Санкт-Петербургской губернии.
В 1914 году на станции работал крупный (200 человек рабочих) кирпичный завод владелицы мызы Щеглово, баронессы Екатерины Карловны Медем.
Согласно переписи населения СССР 1926 года:

КИРПИЧНЫЙ ЗАВОД «РАБОЧИЙ» — посёлок Щегловского сельсовета Ленинской волости Ленинградского уезда, 29 хозяйств, 76 душ.

Из них: русских — 28 хозяйств, 71 душа; латышей — 1 хозяйство, 5 душ. (1926 год)

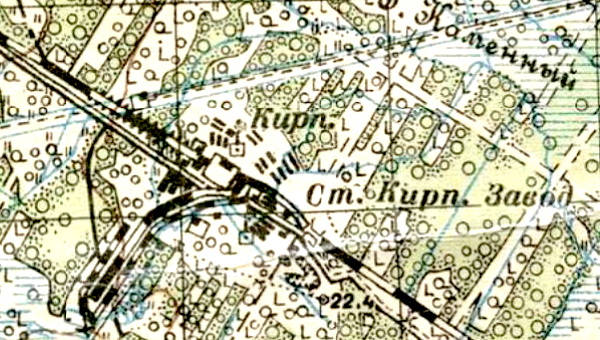
Посёлок при станции Кирпичный Завод на карте 1931 года

В 1938 году население посёлка Кирпичный Завод насчитывало 269 человек, из них русских — 209 и финнов — 60 человек. Завод входил в состав Романовского финского национального сельсовета.
Согласно переписи населения СССР 1939 года:

КИРПИЧНЫЙ ЗАВОД — посёлок Романовского сельсовета, 275 чел. (1939 год)

В апреле 1939 года завод вновь был передан в состав Щегловского сельсовета.
В годы войны в посёлке располагался хирургический полевой подвижный госпиталь № 634.
По данным 1966, 1973 и 1990 годов посёлок при станции Кирпичный Завод входил в состав Щегловского сельсовета.
В 1997 году в посёлке проживали 183 человека, в 2002 году — 212 человек (русские — 88%), в 2007 году — 209.
Согласно Всероссийской переписи населения 2010 года в посёлке проживали 236 человек.

## География
Посёлок расположен в центральной части района, к северу и смежно со станцией Кирпичный Завод Ириновского направления Октябрьской железной дороги.
Расстояние до административного центра поселения — 3 км.
Посёлок находится на стыке автодорог 41К-319 (Мельничный Ручей — Кирпичный Завод) и 41К-081 (Всеволожск — Кирпичный Завод).

## Демография
| 2007 | 2010 | 2012 | 2017 |
| ---- | ---- | ---- | ---- |
| 209  | ↗236 | ↘191 | ↘174 |

### Национальный состав
Согласно данным Всероссийской переписи населения 2021 года в посёлке проживали 206 человек, из них:
 русские — 181, лакцы — 16, украинцы — 8 человек, один человек национальность не указал.

## Инфраструктура
В 2015 году в посёлке было 2 муниципальных, 7 ведомственных и 49 частных домов. В 2019 году — 2 муниципальных, 7 ведомственных и 59 частных домов. В 2021 году — 1 муниципальный, 7 ведомственных и 59 частных домов.
В посёлке находится промзона «Кирпичный Завод-Щеглово».
Часть посёлка в границах домов: 1, 1а, 2, 4, 11, 13, Лесхоза, Оператора, относится к муниципальному образованию «Город Всеволожск».
Скважины в посёлке дают воду, соответствующую по химическому составу минеральной воде типа «Мирогородская» (хлоридно-натриевая с минерализацией 2-5 г/л).